# Black Mountain College

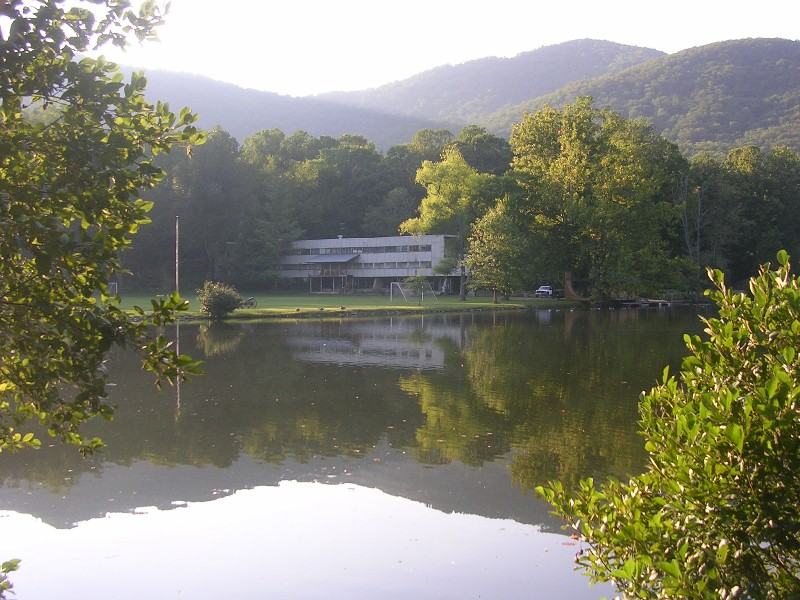
Parte do campus do Black Mountain College.

O Black Mountain College foi uma instituição estadunidense de ensino superior focada sobretudo no ensino das artes, tendo sido influenciado também pelas propostas pedagógicas de John Dewey. Foi fundada em 1933 em uma localidade próxima a Asheville, no estado da Carolina do Norte. A escola foi fechada em 1957, mas durante o seu período de funcionamento formou uma série de intelectuais e artistas de grande influência para a cultura dos EUA ao longo do século XX.

## Estudantes notáveis
Entre os estudantes que passaram pela escola, pode-se destacar:
- Ruth Asawa
- Lyle Bongé
- John Cage[1]
- Merce Cunningham[1]
- Nicholas Cernovich
- Fielding Dawson
- Basil King
- Michael Rumaker
- Robert Rauschenberg
- Dorothea Rockburne
- Susan Weil
- John Chamberlain
- Ray Johnson
- Kenneth Noland
- Oli Sihvonen
- H. Peter Oberlander
- Joel Oppenheimer
- Arthur Penn
- Charles Perrow
- Jonathan Williams
- Robert De Niro, Sr.
- Cy Twombly
- Claude Stoller
- Kenneth Snelson
- Stan VanDerBeek
- Vera B. Williams
- Robert Irwin